# Moma (geslacht)
Moma is een geslacht van nachtvlinders uit de familie Noctuidae

## Soorten
- M. abbreviata
- M. alpium

Gevlekte groenuil (Osbeck, 1778)
- M. aprilina
- M. aprilinaminor
- M. crassesignata
- M. designata
- M. deumbrata
- M. fasciata
- M. fulvicollis De Lattin, 1949
- M. glauca
- M. kolthoffi
- M. ludifica
- M. marmorea Leech, 1900
- M. murrhina
- M. orion
- M. pallidumbrata
- M. rosea
- M. runica
- M. tsushimana